# Championnat d'Islande de football 1969
Navigation
Saison précédente Saison suivante
La saison 1969 du Championnat d'Islande de football était la 58e édition de la première division islandaise. Les 7 clubs jouent les uns contre les autres lors de rencontres disputées en matchs aller et retour.
Du fait du passage de six à sept clubs, la saison islandaise est allongée, elle passe de 30 à 42 matchs. Conséquence de cette modification : l'ÍBK Keflavík, 6e et dernier lors de la saison précédente, a pu se maintenir au sein de l'élite. Il tire profit de ce maintien en remportant le titre cette année après une lutte acharnée puisque les cinq premiers se tiennent en 3 points. C'est le 2e titre de l'histoire du club après celui de 1964.
La fédération décide d'augmenter le niveau du championnat en passant de six à huit clubs en deux ans. De ce fait, le champion de 2. Deild est promu tandis que le deuxième affronte en barrage promotion/relégation le club classé dernier de 1. Deild.

## Les 7 clubs participants
| \| Reykjavik : · Fram - Valur - KR IBV Vestmannaeyjar ÍBA Akureyri ÍBK Keflavík ÍA Akranes \| Clubs participants |
| Reykjavik : · Fram - Valur - KR IBV Vestmannaeyjar ÍBA Akureyri ÍBK Keflavík ÍA Akranes                          |

| Club               | Classement 1968 | Stade                       | Ville          |
| ------------------ | --------------- | --------------------------- | -------------- |
| ÍA Akranes         | 2. Deild        | Akranesvöllur               | Akranes        |
| ÍBA Akureyri       | 4               | Akureyrarvöllur             | Akureyri       |
| Fram Reykjavik     | 2               | Laugardalsvöllur            | Reykjavik      |
| ÍBK Keflavík       | 6               | Keflavíkurvöllur            | Keflavík       |
| KR Reykjavik       | 1               | Laugardalsvöllur Melavöllur | Reykjavik      |
| Valur Reykjavik    | 3               | Laugardalsvöllur            | Reykjavik      |
| IBV Vestmannaeyjar | 5               | Hásteinsvöllur              | Vestmannaeyjar |

## Compétition

### Classement
Le barème de points servant à établir le classement se décompose ainsi :
- Victoire : 2 points
- Match nul : 1 point
- Défaite : 0 point

| Rang | Équipe             | Pts | J  | G | N | P | Bp | Bc | Diff |
| ---- | ------------------ | --- | -- | - | - | - | -- | -- | ---- |
| 1    | ÍBK Keflavík       | 15  | 12 | 7 | 1 | 4 | 20 | 12 | +8   |
| 2    | ÍA Akranes P       | 14  | 12 | 6 | 2 | 4 | 22 | 19 | +3   |
| 3    | KR Reykjavik T     | 12  | 12 | 4 | 4 | 4 | 24 | 20 | +4   |
| 4    | ÍBV Vestmannaeyjar | 12  | 12 | 3 | 6 | 3 | 20 | 20 | 0    |
| 5    | Valur Reykjavik    | 12  | 12 | 4 | 4 | 4 | 18 | 19 | -1   |
| 6    | Fram Reykjavik     | 10  | 12 | 2 | 6 | 4 | 8  | 16 | -8   |
| 7    | ÍBA Akureyri C     | 9   | 12 | 2 | 5 | 5 | 12 | 18 | -6   |

|  | Qualifié pour la Coupe d'Europe des clubs champions 1970-1971 |
|  | Qualifié pour la Coupe des Coupes 1970-1971                   |
|  | Qualifié pour la Coupe des villes de foires 1970-1971         |

### Matchs
| Résultats (▼dom., ►ext.)                                   | Fram | Akur | IBV | Kef | KR  | Val | Akr |
| Fram Reykjavik                                             |      | 1-1  | 1-1 | 0-1 | 0-0 | 1-0 | 2-2 |
| ÍBA Akureyri                                               | 1-1  |      | 1-2 | 1-0 | 2-1 | 2-2 | 1-2 |
| ÍBV Vestmannaeyjar                                         | 0-0  | 1-1  |     | 3-2 | 3-3 | 1-1 | 2-3 |
| ÍBK Keflavík                                               | 2-0  | 2-0  | 2-4 |     | 2-1 | 2-0 | 1-1 |
| KR Reykjavik                                               | 6-1  | 2-0  | 1-1 | 0-3 |     | 6-2 | 3-1 |
| Valur Reykjavik                                            | 2-0  | 1-1  | 3-1 | 0-2 | 1-1 |     | 3-0 |
| ÍA Akranes                                                 | 0-1  | 3-1  | 2-1 | 2-1 | 4-0 | 2-3 |     |
| - Victoire à domicile - Match nul - Victoire à l'extérieur |      |      |     |     |     |     |     |

#### Barrage promotion-relégation
Un barrage entre le dernier de 1. Deild et ble 2e de 2. Deild est mis en place pour connaître le club qui participe à la première division la saison prochaine. C'est donc l'ÍBA Akureyri, vainqueur de la Coupe d'Islande, qui rencontre Breiðablik Kopavogur en matchs aller-retour.
| Équipe 1     | Résultat | Équipe 2                  | Aller | Retour |
| ------------ | -------- | ------------------------- | ----- | ------ |
| ÍBA Akureyri | 4 - 3    | Breiðablik Kopavogur (D2) | 1 - 1 | 3 - 2  |

- L'ÍBA Akureyri se maintient en 1. Deild.

## Bilan de la saison
| Tableau d'Honneur                 |              |
| Compétition                       | Vainqueur    |
| Championnat d'Islande de football | ÍBK Keflavík |
| Coupe d'Islande de football       | ÍBA Akureyri |
| Supercoupe d'Islande de football  | KR Reykjavik |

| Qualifications européennes                   |              |
| Coupe d'Europe des clubs champions 1970-1971 | Qualifié     |
| 1er tour                                     | ÍBK Keflavík |
| Coupe des Coupes 1970-1971                   | Qualifié     |
| Tour préliminaire                            | ÍBA Akureyri |
| Coupe des villes de foires 1970-1971         | Qualifié     |
| Tour préliminaire                            | ÍA Akranes   |

| Promotion et relégation |                    |
| Relégué en 2. Deild     | Aucun              |
| Promu en 1. Deild       | Vikingur Reykjavik |

## Meilleurs buteurs
| # | Buteurs               | Clubs           | Nb de Buts |
| - | --------------------- | --------------- | ---------- |
| 1 | Matthías Hallgrímsson | IA Akranes      | 9          |
| 2 | Guðjon Guðmunðsson    | IA Akranes      | 7          |
| 2 | Jon Olafur Jonsson    | ÍBK Keflavík    | 7          |
| 4 | Balðvin Balðvinsson   | KR Reykjavik    | 6          |
| 4 | Reynir Jonsson        | Valur Reykjavik | 6          |